# 彭查格·沙格达尔苏伦
彭查格·沙格达尔苏伦（1918年—2019年7月3日）蒙古族，籍贯不详，蒙古人民共和国外交官。

## 生平
沙格达尔苏伦生于1918年。1939年3月毕业于综合军事学校，1939年参加诺门罕战役。战后在乔巴山元帅身边担任秘书长达九年，后在乔巴山推荐下赴苏联莫斯科国际关系学院就读，1953年毕业后历任蒙古外交部礼宾司司长、蒙古外交部部长等职务。1954年，他作为蒙古外交部礼宾司司长，随大人民呼拉尔主席团主席扎木斯朗·桑布访问中华人民共和国，参加了中华人民共和国成立五周年庆典活动。1959年9月30日，蒙古外交部部长沙格达尔苏伦致电中华人民共和国外交部部长陈毅，祝贺中华人民共和国建国十周年。1962年12月26日，《中华人民共和国和蒙古人民共和国边界条约》在北京签订，蒙古外交部部长沙格达尔苏伦也参加了签字仪式。
沙格达尔苏伦在多年的外交生涯中出任驻外大使，曾任驻韩国、印度、匈牙利、民主德国、南斯拉夫、阿富汗等国家的使节，其中1982年至1986年间任蒙古驻中华人民共和国大使。1982年6月28日，沙格达尔苏伦在人民大会堂向中华人民共和国全国人大常委会副委员长乌兰夫递交国书。
鉴于沙格达尔苏伦在1939年参加诺门罕战役的历史功绩，蒙古国总统查希亚·额勒贝格道尔吉在2014年9月颁布总统令，授予其“蒙古国英雄”称号。2019年7月3日去世，享年101岁。